# Jochen Sautermeister
Jochen Sautermeister (* 1975) ist deutscher römisch-katholischer Moraltheologe und Hochschullehrer. Zum 1. März 2025 wurde er in den Deutschen Ethikrat berufen.

## Leben
Nach dem Abitur 1994 in Waiblingen besuchte Jochen Sautermeister von 1994 bis 1995 das theologische Vorseminar Ambrosianum in Ehingen an der Donau und studierte von 1995 bis 2004 katholische Theologie (Diplom, Magister HF),  Psychologie (Diplom) und Philosophie (Magister HF) an der Universität Tübingen und an der Dormitio-Abtei in Jerusalem (1998/1999). Von 1996 bis 2004 war er Stipendiat der Bischöflichen Studienförderung Cusanuswerk. Von 2002 bis 2004 absolvierte er eine Weiterbildung in personenzentrierter Gesprächsführung (GwG-GF). Von 2003 bis 2006 machte er eine hochschuldidaktische Weiterbildung (Hochschuldidaktikzertifikat Baden-Württemberg).
Von 2004 bis 2010 war Sautermeister wissenschaftlicher Mitarbeiter am Lehrstuhl für Moraltheologie an der Katholisch-Theologischen Fakultät der Ludwig-Maximilians-Universität München. Von 2004 bis 2008 machte er eine Weiterbildung zum Ehe-, Familien- und Lebensberater (Diplom BAG-EFL). Nach der Promotion zum Dr. rer. soc. an der Eberhard-Karls-Universität Tübingen im Jahr 2006 war er von 2008 bis 2015 als Ehe-, Familien- und Lebensberater in München tätig. Von 2010 bis 2014 war er Akademischer Rat auf Zeit am Lehrstuhl für Moraltheologie der Katholisch-Theologischen Fakultät der Ludwig-Maximilians-Universität München. Seit 2012 leitete er das theologisch-ethische Teilprojekt im Rahmen des DFG-Sonderforschungsbereichs Transregio „Biology of xenogeneic cell, tissue and organ transplantation“. Nach der Promotion zum Dr. theol. an der Ludwig-Maximilians-Universität München (2013) vertrat er im Wintersemester 2013/2014  den Lehrstuhl für Moraltheologie an der Katholisch-Theologischen Fakultät der Universität München. Den Ruf 2014 auf die Juniorprofessur für Theologische Ethik mit Tenure Track an der Katholisch-Theologischen Fakultät der Ruhr-Universität Bochum lehnte er ab. Von 2014 bis 2017 war er Inhaber der Stiftungsprofessur für Moraltheologie unter besonderer Berücksichtigung der Moralpsychologie an der Katholisch-Theologischen Fakultät der Ludwig-Maximilians-Universität München. Nachdem er im Wintersemester 2015/2016 den Lehrstuhl für Moraltheologie an der Katholisch-Theologischen Fakultät der Universität Bonn vertreten hatte, lehrt er seit 2016 als Inhaber dieses Lehrstuhls und Direktor des Moraltheologischen Seminars an der Katholisch-Theologischen Fakultät in Bonn. 2020/2021 amtiert er als Dekan der Fakultät.
Die Universität Bonn hatte im Juni 2023 mitgeteilt, Sautermeister werde einen Ruf auf den Lehrstuhl für Moraltheologie der Universität Freiburg ab Wintersemester 2023/24 annehmen. Er würde damit Nachfolger von Eberhard Schockenhoff, dessen Lehrstuhl nach seinem Tod 2020 vakant ist. Am 1. September 2023 informierte die Universität jedoch darüber, dass Sautermeister aufgrund von Verfahrensverlängerungen den Ruf nach Freiburg zurückgegeben und ein Bleibeangebot der Universität Bonn angenommen habe und seinen bisherigen Lehrstuhl in Bonn behalte.
Zum 1. März 2025 wurde Sautermeister in den Deutschen Ethikrat berufen.
Seine Forschungs- und Interessenschwerpunkte sind die Grundlegungsfragen der theologischen Ethik, die theologisch-ethische Theorie des moralischen Subjekts (v. a. Identität), Medizinethik (v. a. Organtransplantation, psychische Erkrankungen, Ethische Fragen am Lebensende, Reproduktionsmedizin), Beziehungs-, Persönlichkeits- und Sexualethik (v. a. Ethik der Lebensformen), Moralpsychologie und Resilienz, Achtsamkeit und Spiritualität.

## Veröffentlichungen
- Identität  und  Authentizität. Studien  zur  normativen  Logik  personaler  Orientierung.  (= Studien  zur  theologischen Ethik 138) Freiburg i.Ue., Freiburg i.Br., Wien 2013.
- Wege  zur  Freude.  Studien  zur  präskriptiven  Logik  des  Carpe-diem-Motivs. (= Forum  Interdisziplinäre Ethik 31) Frankfurt a. M. u. a. 2008.
- Glück und Sinn. (= Münsterschwarzacher Kleinschriften 163) Münsterschwarzach 2007.
- Religionsunterricht an der berufsbildenden Schule. Eine exemplarische Studie zur Wahrnehmung und Einschätzung des Faches Religion durch Schülerinnen und Schüler. Norderstedt 2006.